# ЛГБТ+ култура
ЛГБТ+ култура је култура коју деле лезбијке, геј, бисексуалне, трансродне и квир особе. Понекад се назива квир култура, док се израз геј култура може користити као израз који означава ЛГБТ+ културу или да се односи посебно на хомосексуалну културу.
ЛГБТ+ култура увелико варира у зависности од локације и идентитета учесника. Елементи заједнички културама хомосексуалаца, лезбијки, бисексуалних, трансродних и интерсексуалних особа укључују:
- Радови познатих хомосексуалаца, лезбијки, бисексуалних и трансродних особа, укључујући:
  - Савремени ЛГБТ+ уметници и политичке личности попут Ларија Крамера, Кита Харинга и Росе фон Праунхајм .
  - Историјске личности идентификоване као ЛГБТ+, иако је поистовећивање историјских личности са савременим терминима за сексуални идентитет контроверзно (види Историја сексуалности ). Међутим, многе ЛГБТ+ особе осећају сродност са овим људима и њиховим радом (нарочито оним који се баве истополном привлачношћу или родним идентитетом); пример је VictoryFund.org, посвећен подршци хомосексуалним политичарима.
- Разумевање ЛГБТ+ друштвених покрета
- Значајне особе и идентитети присутни у ЛГБТ+ заједници; унутар ЛГБТ заједница у западној култури, ово може укључивати краљеве и краљице, параде поноса и заставу дуге.
- ЛГБТ заједнице се могу организовати или подржавати покрете за грађанска права који промовишу ЛГБТ права на различитим местима широм света. Истовремено, иконе познатих личности високог профила у ширем друштву које су постигле представљање саме ЛГБТ културе, могу пружити снажну подршку овим организацијама на одређеним локацијама; на пример, ЛГБТ+ заговорница и забављачица Мадона је изјавила: „Тражили су ме да наступам на многим догађајима Прајда широм света — али никада, никада не бих одбила Њујорк.”[1]

Не идентификују се сви ЛГБТ+ људи са ЛГБТ+ културом; ово може бити због географске удаљености, несвесности о постојању субкултуре, страха од друштвене стигме или склоности да остану неидентификовани са сексуално или родно заснованим субкултурама или заједницама. Покрети Квиркор и Геј Стид критикују оно што виде као комерцијализацију и самонаметнуту „гетоизацију“ ЛГБТ+ културе.
У неким градовима, посебно у Северној Америци, неки ЛГБТ+ људи живе у насељима са високим уделом геј становника, иначе познатим као геј села или гејшилуци; примери ових насеља су Гринвич Вилиџ, Хел'с Кичен и Челзи на Менхетну; Кастро и Западни Холивуд у Калифорнији, Сједињене Америчке Државе; и Чрч и Велесеј у Торонту, Канада. Такве ЛГБТ+ заједнице организују специјалне догађаје поред парада поноса којима се слави њихова култура, као што су Геј игре и Јужна декаденција.